# جانی اندرسون
جانی اندرسون (انگلیسی: Johnny Anderson; ۸ دسامبر ۱۹۲۹ – ۲۲ اوت ۲۰۰۱) بازیکن فوتبال اهل اسکاتلند بود.
از باشگاه‌هایی که در آن بازی کرده‌است می‌توان به باشگاه فوتبال لستر سیتی اشاره کرد.
وی همچنین در تیم ملی فوتبال اسکاتلند بازی کرده‌است.